# Vatuvou
Vatuvou ist ein osttimoresischer Suco im Verwaltungsamt Maubara (Gemeinde Liquiçá).

## Geographie
Vatuvou liegt im Nordosten des Verwaltungsamts Maubara. Westlich befindet sich der Suco Maubaralissa und südlich der Suco Lissadila. Im Osten und Südosten grenzt Vatuvou an das Verwaltungsamt Liquiçá mit seinen Sucos Dato, Hatuquessi und Leotala. Im Norden liegt die Sawusee. Im Südosten entspringt im Grenzgebiet zu Hatuquessi der Fluss Manobira. Er folgt einem Teil der Grenze zum Verwaltungsamt Liquiçá nach Süden. Weiter westlich entspringen Dirobatelau und Gumuloa, die ebenfalls Grenzen zu den südlichen Nachbarn markieren. Die drei Flüsse gehören alle zum System des Lóis. Im Zentrum von Vatuvou entspringen der Palapu, der Malukai und der Palua, die alle nach Norden in die Sawusee fließen. Sie führen nur außerhalb der Trockenzeit Wasser. Westlich des Palua liegt nah der Küste der salzige Maubarasee. Der etwa acht Hektar große See gilt als wichtiger Lebensraum für eine Vielzahl von Vogelarten. Besonders interessant ist die schwarze Timortaube, die man hier regelmäßig im Wald am Rand des Sees und in den bis zu 500 m hohen herumliegenden Hügeln beobachten kann. Ein Gebiet von 2000 Hektar um den See mit tropischen Trockenwäldern ist eine Important Bird Area.
Vatuvou hat eine Fläche von 51,89 km², die sich aufteilt in die zehn Aldeias Bouraevei (Bourawe, Bourawei), Gariana, Lebucailiti, Lissa-Ico, Lissalara (Lisalara), Manuquibia, Mau-Ubu, Raeme, Samanaru (Samanaruo) und Vatu-Nau (Vatunao).
Die Überlandstraße, die Maubara im Westen mit Vila de Liquiçá und Dili im Osten verbindet, führt entlang der Küste im Norden. An ihr liegt an der Westgrenze das Dorf Samanaru, in dem sich der Sitz des Sucos Vatuvou befindet. Nach Osten hin führt die Straße vorbei am Maubarasee durch die Dörfer Raeme und Vatu-Nau, das in den Nachbarort Mauboque übergeht, der aus dem benachbarten Dato hierher hineinreicht. Zwischen den Flüssen Malukai und Palapu liegt das Dorf Tolema, östlich des Palapu die Dörfer Hataulete, Katnaulete und  Vitanau. Im Südosten befinden sich die Orte Hatunau, Gariana und Lauclau, im Süden Lissa-Ico und Vatubau (Watubau), im Südwesten Bouraevei, Manuquibia und Melabua und im Westen die Dörfer Vatuvou und Lebulema.
In Gariana, Lissa-Ico, Samanaru, Vatu-Nau und Vatuvou befinden sich Grundschulen. In Raeme steht das Instituto Nacional de Pescas e Aquicultura de Timor-Leste und in Mauboque und Vatuvou jeweils ein Hospital.

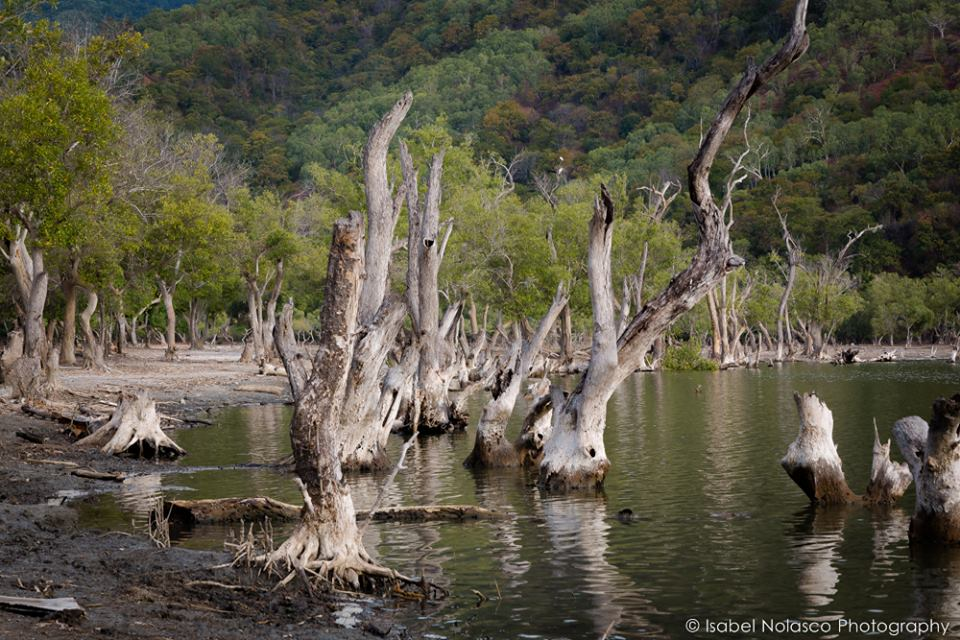
Ufer des Maubarasees
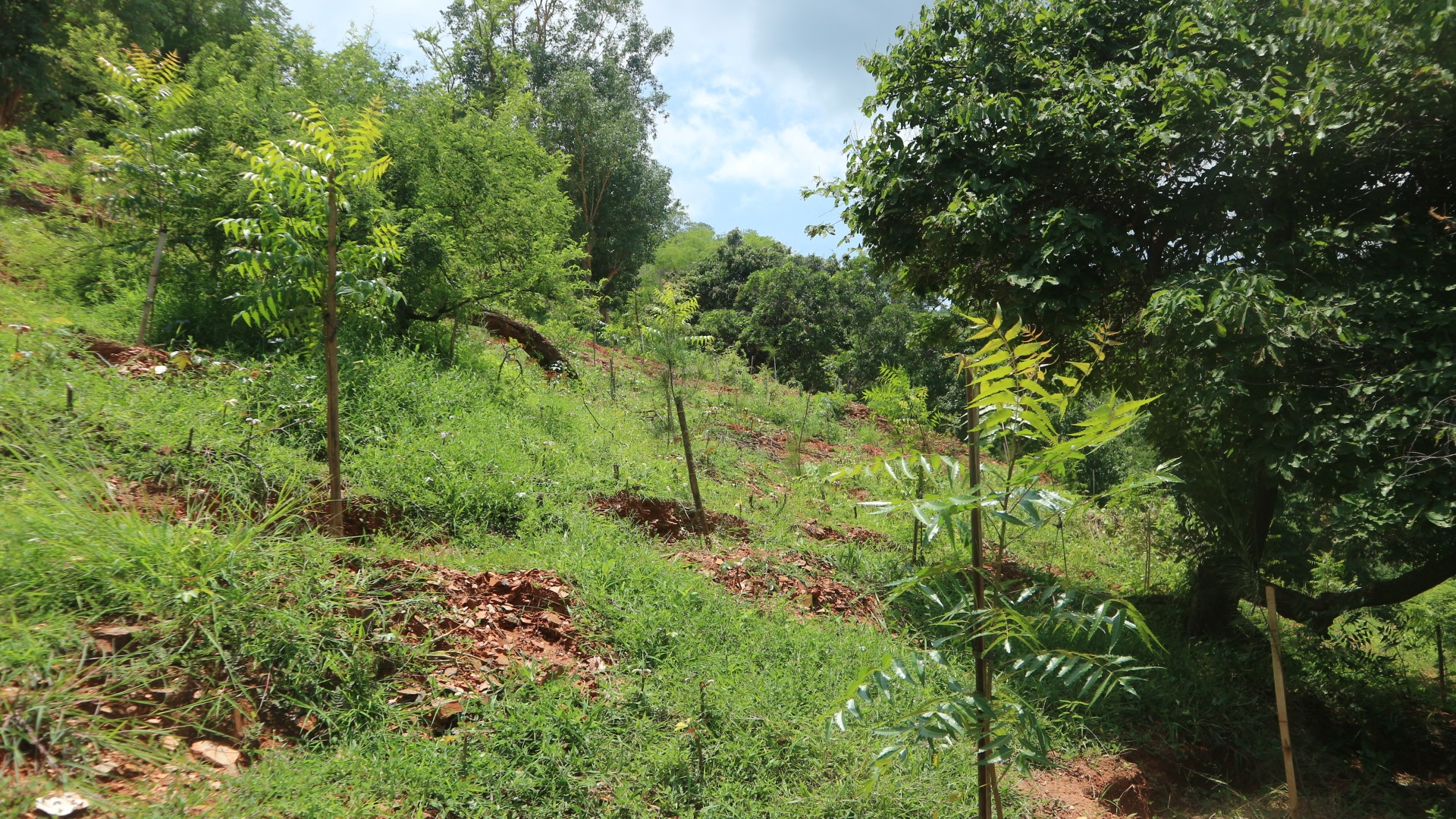
Südöstlich des Maubarasees

## Einwohner
Im Suco leben 4.818 Einwohner (2022), davon sind 2.476 Männer und 2.342 Frauen. Im Suco gibt es 863 Haushalte. Über 89 % der Einwohner geben Tokodede als ihre Muttersprache an. Über 9 % sprechen Tetum Prasa und Minderheiten Adabe, Kemak oder Mambai.

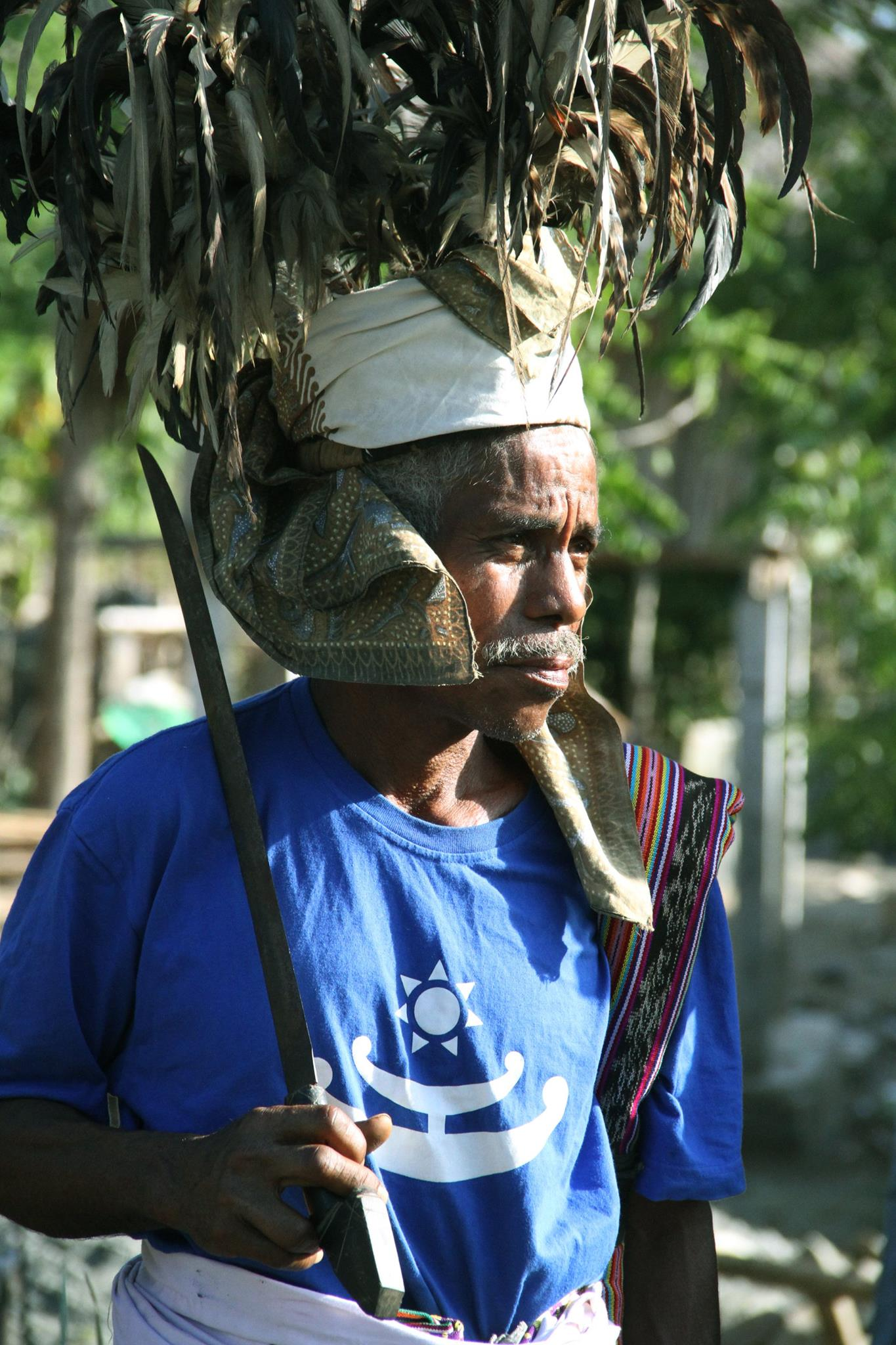
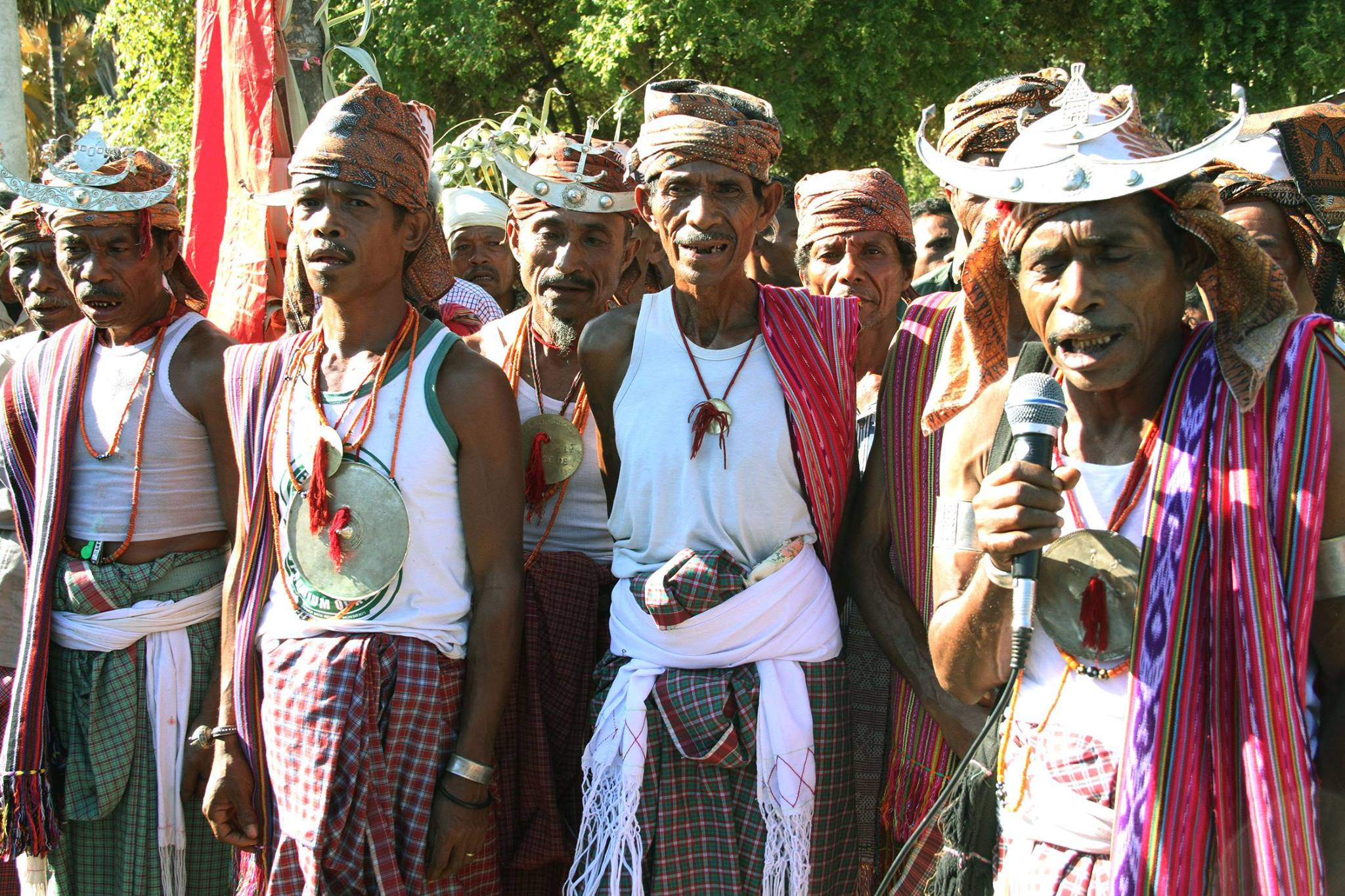
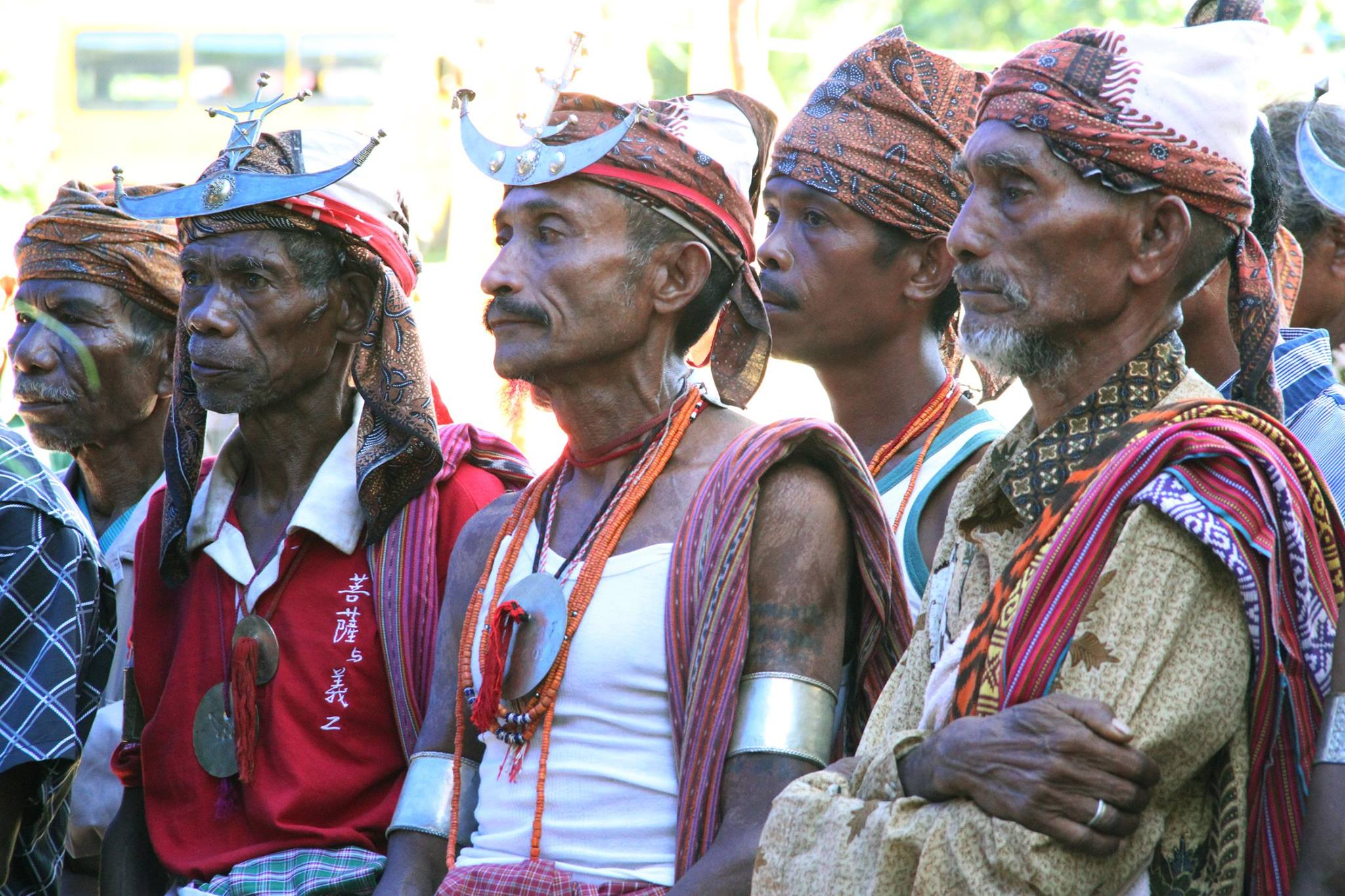
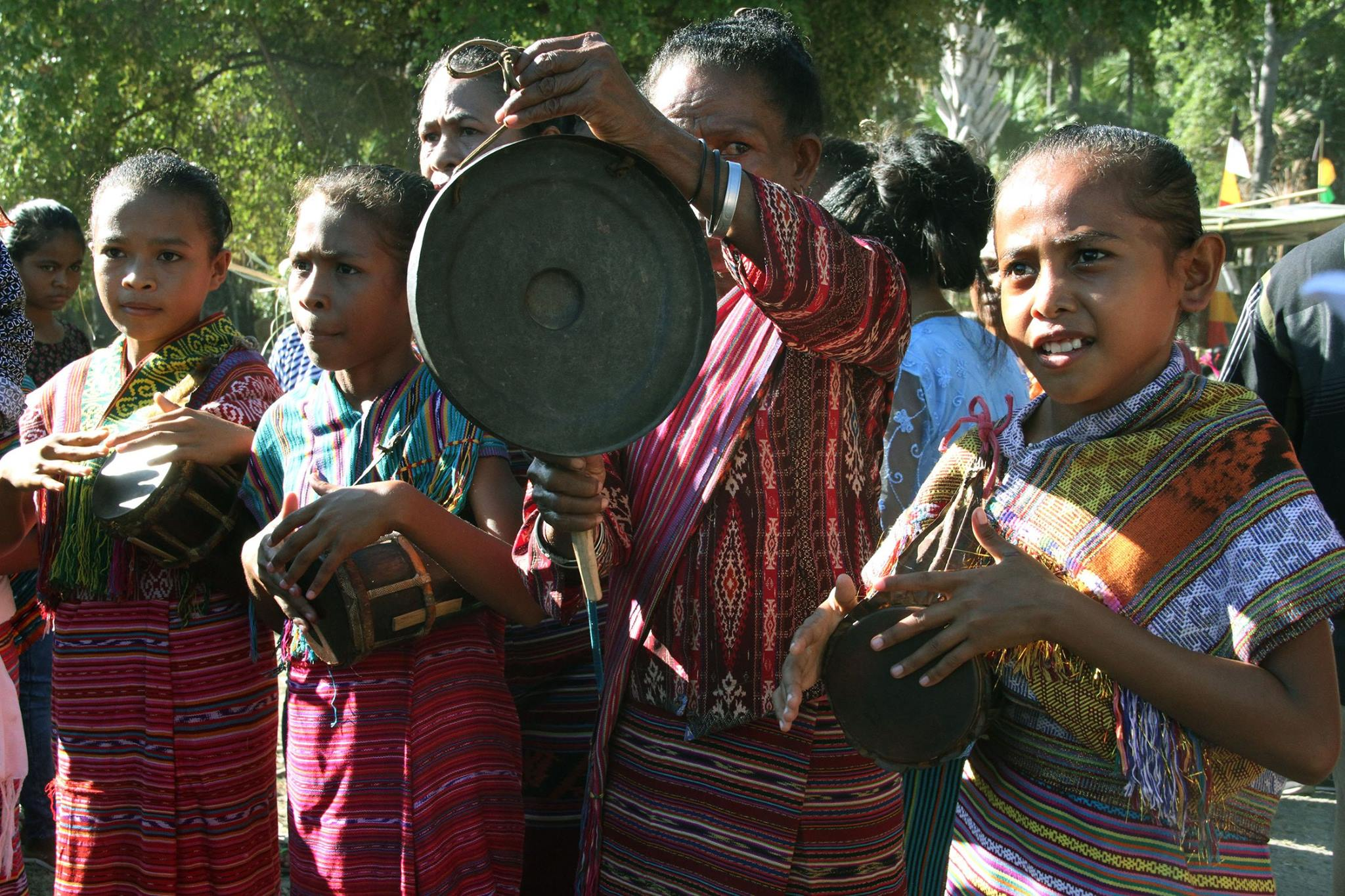

## Geschichte
1999 versuchten pro-indonesische Milizen (Wanra) die Stimmung vor dem Unabhängigkeitsreferendum am 30. August mit Gewalt zu beeinflussen. Am 15. Februar griff die Miliz Besi Merah Putih (BMP) Vatuvou und Guiço an. Vatuvou wurde praktisch entvölkert. Die Einwohner flohen nach Sare (Gemeinde Ermera). Allein dort versammelten sich bis zu 6000 Flüchtlinge und blieben bis zum Eintreffen der INTERFET im September 1999. Fast 2700 Flüchtlinge aus Vatuvou und Maubara versammelten sich im März in Gariana, 375 bei den Karmeliternonnen in Lissadila.
Die sterblichen Überreste von etwa einem Dutzend Opfer des Kirchenmassakers von Liquiçá wurden 1999 von australischen Marinetauchern aus dem Maubarasee geborgen. Mitglieder von pro-indonesischen Milizen und vom indonesischen Militär hatten die Leichen im See versenkt.

## Politik

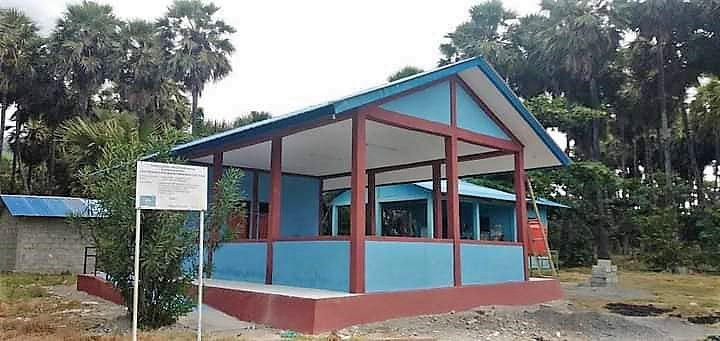
Sitz des Sucos Vatuvou (2021)

Bei den Wahlen von 2004/2005 wurde Paulo de Jesus Afonso zum Chefe de Suco gewählt. Bei den Wahlen 2009 gewann António Martins, 2016 Gabriela da Costa Pereira Jeronimo und 2023 Flaviano Tinus Usna'at.

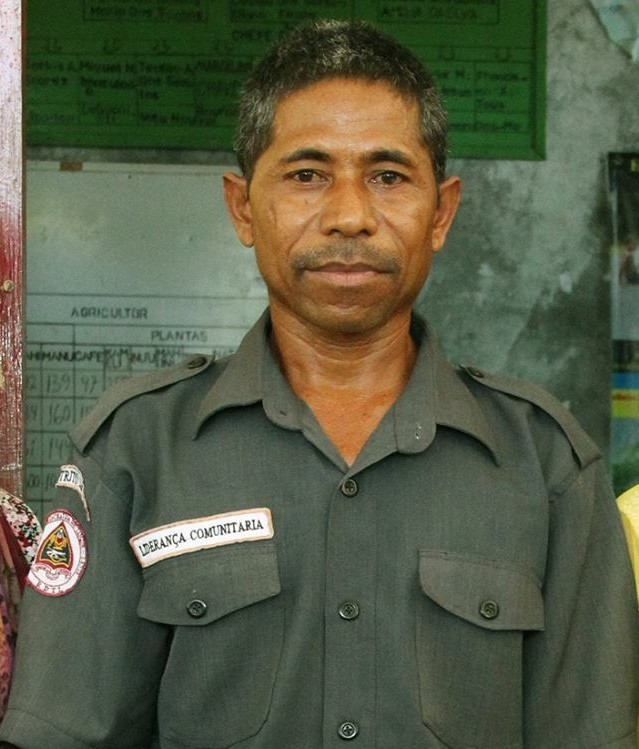
António Martins (2016)
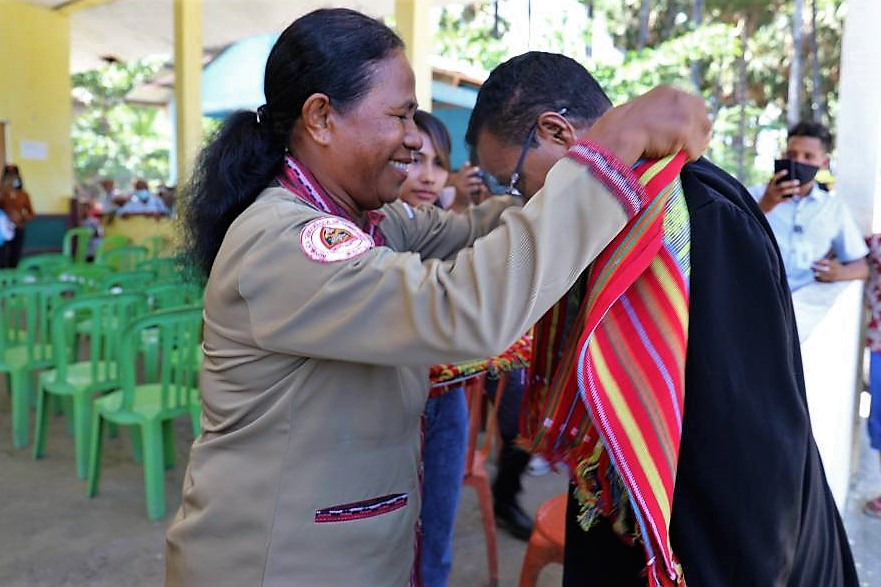
Gabriela da Costa Pereira Jeronimo begrüßt Staatssekretär Ferreira (2020)